# Chain (BACK-ONの曲)
「Chain」（チェイン）は、BACK-ONの楽曲で、1枚目のシングルである。2006年6月7日に発売された。発売元はcutting edge。
2005年にミニアルバム『BABY ROCK』でメジャーデビューしたBACK-ONが、1年後に発売したメジャー初のシングルである。
収録曲のうち表題曲と「鼓動」はミュージック・ビデオ (PV) が制作されており、須永秀明が監督を担当。5枚目のシングル「Sands of time」（2008年）以降、3作品続けて須永が監督を担当。なお、現在の自身のYouTube公式チャンネルでは公開されておらず、彼らのベストアルバム『AWESOME BEST』の初回限定盤に付属されているDVD及びBlu-rayに収録されている。

## 収録曲
- 全作詞：TEEDA & KENJI03、作曲：BACK-ON、プロデュース：JIN

1. Chain [3:40]
  - テレビ東京系アニメ『エア・ギア』オープニングテーマ。同作の原作者である大暮維人より「楽曲がカッコイイ」[2]「この音（りふ）ヤバいっす!!」[3]と評された。
2. Believer [3:32]
3. 鼓動 [2:51]
  - テレビ東京系『Tokyo マヨカラ!』テーマソング。

## 収録アルバム
オリジナルアルバム
- 『YES!!!』（2006年、#1）
  - 「LA mix」として収録。

ミニアルバム
- 『NEW WORLD』（2008年、#1)
  - 「Album Mix」として収録。

ベストアルバム
- 『BACK-ONアニゲーソングコレクションアルバム』（2015年、#1）